# Conan O’Brien
Conan Christopher O’Brien (ur. 18 kwietnia 1963 w Brookline) – amerykański komik, scenarzysta telewizyjny pochodzenia irlandzkiego, gospodarz programów Late Night with Conan O’Brien, The Tonight Show with Conan O’Brien na kanale NBC i Conan na kanale TBS.

## Życiorys

### Wczesne lata
Urodził się w Brookline w stanie Massachusetts w rodzinie rzymskokatolickiej jako syn lekarza i profesora medycyny Thomasa Francisa O’Briena (1929–2024) i adwokat Ruth M. z domu Reardon (1931–2024). Wychowywał się z piątką rodzeństwa: dwoma starszymi braćmi - Nealem (ur. 1960) i Luke (ur. 1962) i młodszym Justinem (ur. 1973) oraz dwiema młodszymi siostrami - Kate (ur. 1964) i Jane (ur. 1967). Jego kuzyn to aktor i komik Denis Leary.
Uczęszczał do Brookline High School. W 1981 roku podjął studia na wydziale historii i literatury na Uniwersytecie Harvarda, który ukończył z cum laude w 1985 roku.

### Kariera
W latach 1987–91 na kanale NBC pełnił rozmaite role w 21. odcinkach Saturday Night Live. W latach 1991–93 był producentem i współscenarzystą czterech odcinków animowanego serialu komediowego The Simpsons. Odcinki, które współtworzył to „Marge vs. the Monorail”, „New Kid on the Block”, „Homer Goes to College” oraz „Treehouse of Horror IV”.

## Late Night(1993-2009)
Po odejściu Davida Lettermana z Late Night with David Letterman, stanowisko prowadzącego dostał nieznany jeszcze wtedy w świecie telewizji O’Brien. Pierwszy odcinek Late Night with Conan O’Brien został wyemitowany 13 września. Program był kręcony w studiu 6A w Rockefeller Center w Nowym Jorku. Zespołem muzycznym wykonującym muzykę w czołówce oraz przerywniki reklamowe został The Max Weinberg 7 pod przewodnictwem perkusisty, Maxa Weinberga. Lektorem zapowiadającym gości i prowadzącego był Joel Godard. Do 2000 roku współprowadzącym był przyjaciel O’Briena, Andy Richter, który opuścił program w celu rozwijania kariery aktorskiej. Ostatni odcinek został wyemitowany 20 lutego 2009 roku, po czym O’Brien przeprowadził się do Los Angeles w celu przygotowywania się do prowadzenia The Tonight Show, a nowym prowadzącym Late Night został Jimmy Fallon.

## The Tonight Show(2009-2010)
W 2009 roku przejął od Jaya Leno, który zaczął prowadzić nowy program The Jay Leno Show, słynne The Tonight Show. Program The Tonight Show with Conan O’Brien zadebiutował 1 czerwca, gośćmi w pierwszym odcinku byli Will Ferrell i zespół Pearl Jam. Program był kręcony w studiach Universal Studios w Hollywood. O’Brienowi ponownie towarzyszył zespół Maxa Weinberga, pod nową nazwą The Tonight Show Band. Wrócił również Andy Richter, tym razem wcielając się w rolę lektora. W styczniu 2010, w wyniku słabej oglądalności zarówno O’Briena, jak i Leno, NBC zdecydowało się przenieść oba programy o godzinę później. O’Brien nie zgodził się na taki układ, argumentując to tym, iż przeniesienie The Tonight Show na późniejszą godzinę naruszyłoby wieloletnią tradycję nadawania programu po wiadomościach lokalnych. W efekcie Jay Leno powrócił do prowadzenia Tonight Show, a O’Brien zakończył 16-letnią współpracę z NBC.

## Conan(2010-2021)
Po dziewięciu miesiącach poza anteną, jakie wymusiło na O’Brienie NBC, związał się on z telewizją TBS. 8 listopada zadebiutował program Conan. Program kręcony jest w studiu Warner Brothers w Burbank. Z zespołu odszedł jego lider, Max Weinberg. Nowym liderem został gitarzysta, Jimmy Vivino, a zespół został przemianowany na The Basic Cable Band. Andy Richter ponownie został lektorem, jak i również współprowadzącym programu. W 2021 roku ogłosił zakończenie programu.
12 stycznia 2002 roku poślubił autorkę tekstów reklamowych Lizę Powel, z którą ma dwoje dzieci - córkę Neve (ur. 14 października 2003) i syna Becketta (ur. 9 listopada 2005).